# Johan Jakobsson
Johan Jakobsson (Göteborg, Švedska, 12. veljače 1987.) je švedski rukometaš i nacionalni reprezentativac. Igra na poziciji desnog vanjskog te je trenutno član njemačkog bundesligaša Flensburga.
Članom švedske reprezentacije Jakobsson je od 2007. dok je iste godine uvršten u All-Star momčad Svjetskog juniorskog prvenstva te je s mladom reprezentacijom osvojio svjetski naslov.
Najveći uspjeh sa seniorskom reprezentacijom je ostvaren na Olimpijadi u Londonu 2012. kada je Švedska osvojila olimpijsko srebro.

## Vanjske poveznice
- Profil igrača na web stranici Aalborga  Arhivirana inačica izvorne stranice od 7. srpnja 2012. (Wayback Machine)
- EHF Liga prvaka